# 5846 Hessen
5846 Hessen è un asteroide della fascia principale. Scoperto nel 1989, presenta un'orbita caratterizzata da un semiasse maggiore pari a 2,4347968 UA e da un'eccentricità di 0,1396148, inclinata di 1,57102° rispetto all'eclittica.